# Cherish (Madonna-Lied)
Cherish ist ein Lied von Madonna aus dem Jahr 1989. Es erschien im März 1989 auf dem Album Like a Prayer und wurde daraus im August 1989 als dritte Single ausgekoppelt.

## Entstehung und Rezeption
Das Lied wurde von Madonna und Patrick Leonard geschrieben und auch von den beiden produziert.
Nach der Veröffentlichung am 1. August 1989 konnte sich die Single in den USA am 19. August 1989 erstmals in den „Hot Hundred“ platzieren, erreichte dort Platz 2, auf dem die Single zwei Wochen notiert war, sie blieb insgesamt 15 Wochen in den „Hot Hundred“. Auch in der „Airplay Hitparade“ sowie der Verkaufshitparade belegte die Single Platz 2, in den „Adult Contemporary Charts“ war die Single zwei Wochen hintereinander auf Platz 1.
In Großbritannien notierte der New Musical Express die Single erstmals am 16. September 1989 als Neueinsteiger auf Platz 15. Die höchste Platzierung gelang der Single, die sieben Wochen unter den Top 50 blieb, am 30. September 1989 auf Rang 4.
Der Hit konnte eine Chartplatzierung in den Top 20 vieler Länder und in Kanada Platz 1 erreichen. 2009 bezeichnete Madonna den Song in einem Interview mit dem Rolling Stone als eines ihrer weniger erfolgreichen Werke.

## Musikvideo
Das Musikvideo wurde am Paradise Cove Beach Malibu, Kalifornien, in Schwarzweiß gedreht. In der Handlung singt Madonna den Song am Strand. Die Regie führte Herb Ritts.

## Coverversionen
- 1994: Renato Russo
- 2007: Taylor Swift